# Bocock Peak Park
Bocock Peak Park är en park i Kanada.   Den ligger i provinsen British Columbia, i den centrala delen av landet, 3 400 km väster om huvudstaden Ottawa. Bocock Peak Park ligger 1 585 meter över havet.
Terrängen runt Bocock Peak Park är kuperad. Trakten runt Bocock Peak Park är nära nog obefolkad, med mindre än två invånare per kvadratkilometer.. Det finns inga samhällen i närheten. 
I omgivningarna runt Bocock Peak Park växer i huvudsak barrskog.